# Curculio (insecto)

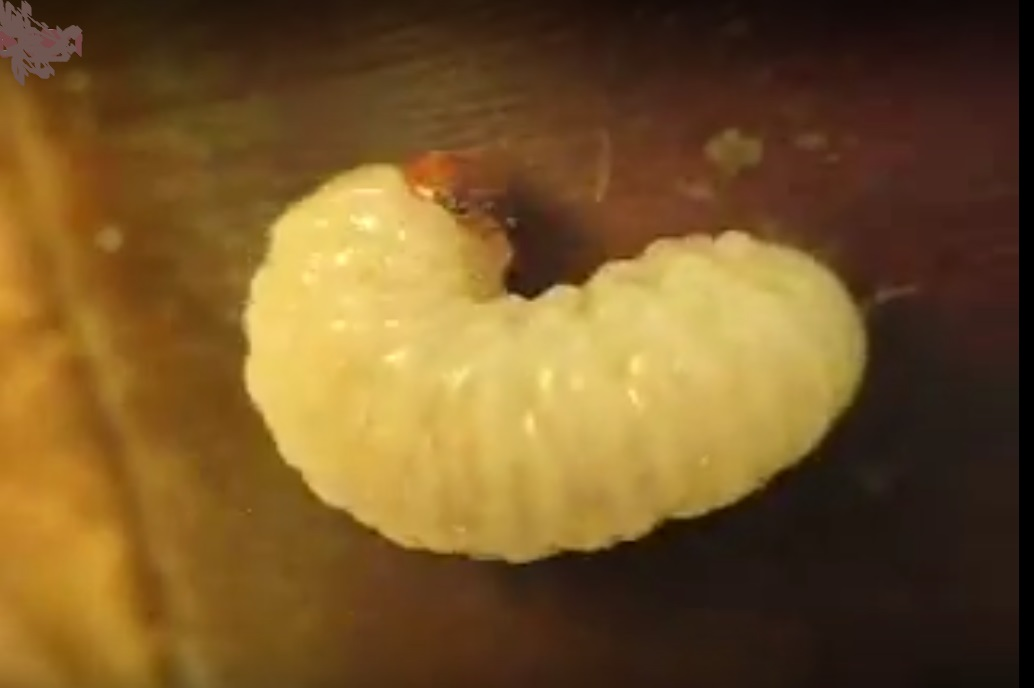
Larva de Curculio emergiendo de una bellota

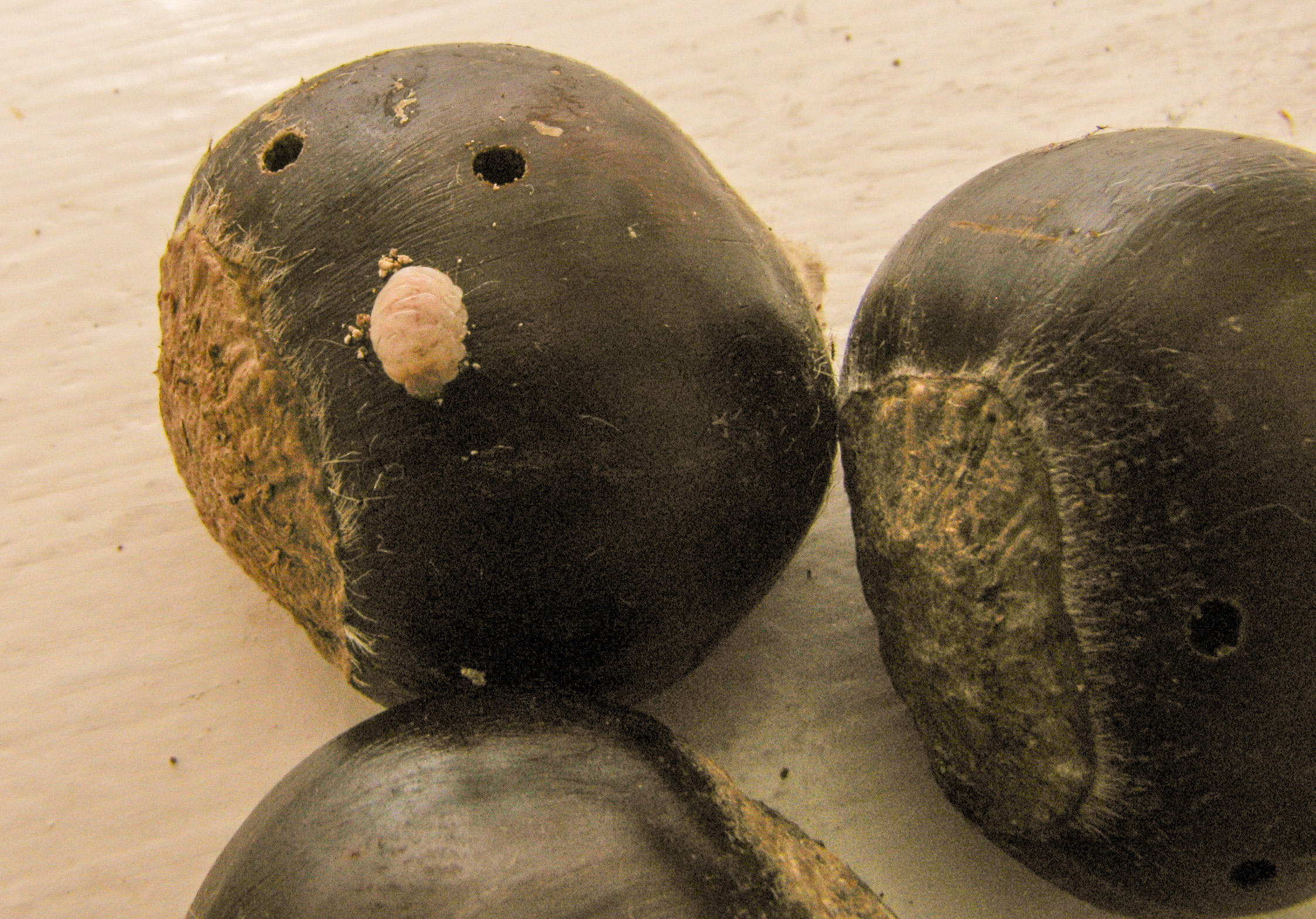
Larva de Curculio en castaño chino

Curculio es un género de coleópteros, fitófagos de los conocidos como gorgojos. Se alimentan principalmente de bellotas o nueces, es decir semillas de árboles de la familia Juglandaceae.
La hembra adulta taladra pequeños agujeros en la nuez inmadura y deposita sus huevos. Las larvas carecen de patas. En el otoño siguiente las larvas ya crecidas perforan la nuez desde adentro; caen al suelo donde se transforman en pupas. Puede llevar hasta dos años para completar su metamorfosis a un adulto.

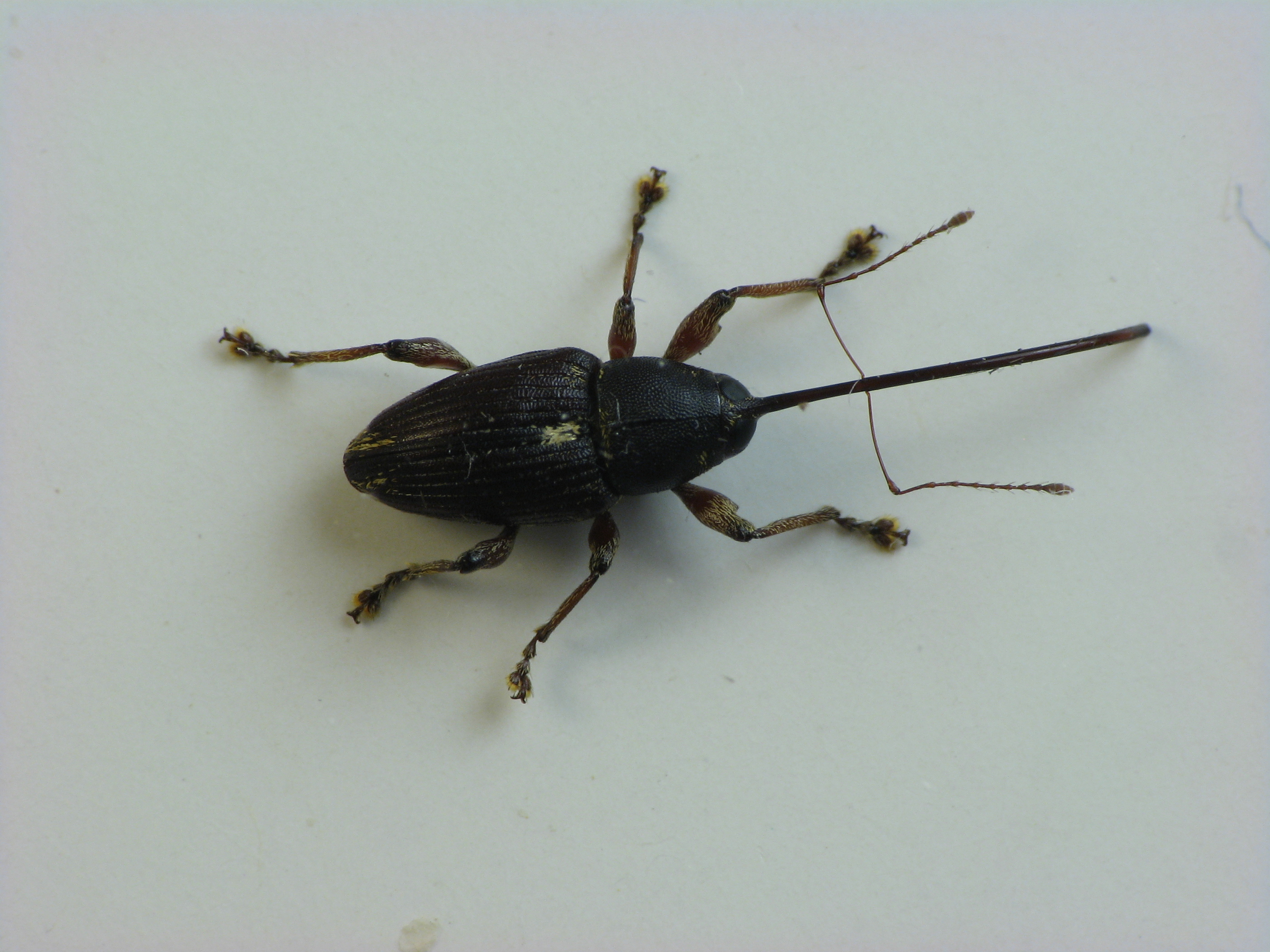
Curculio sayi

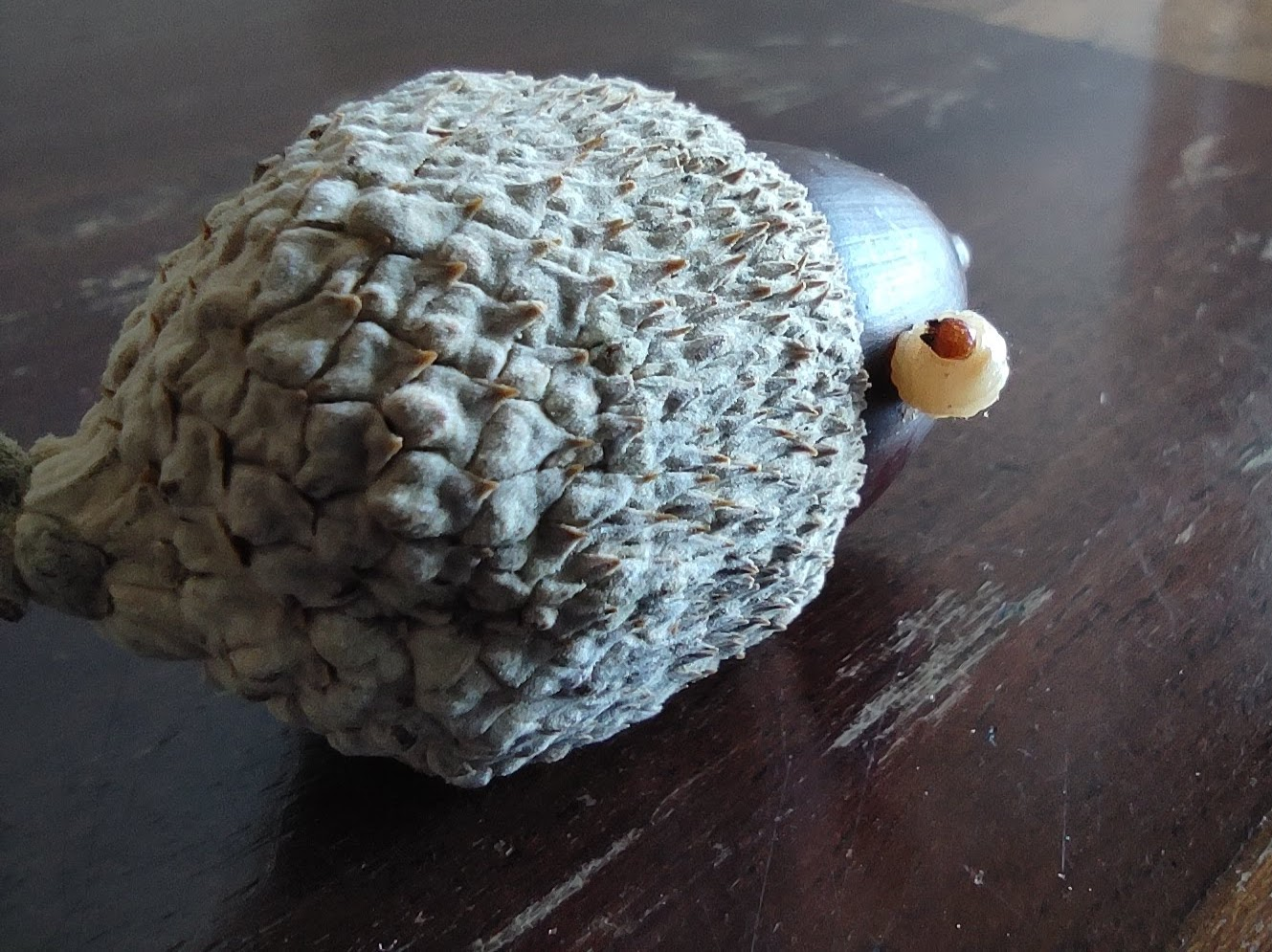
Larva de gorgojo saliendo de la bellota

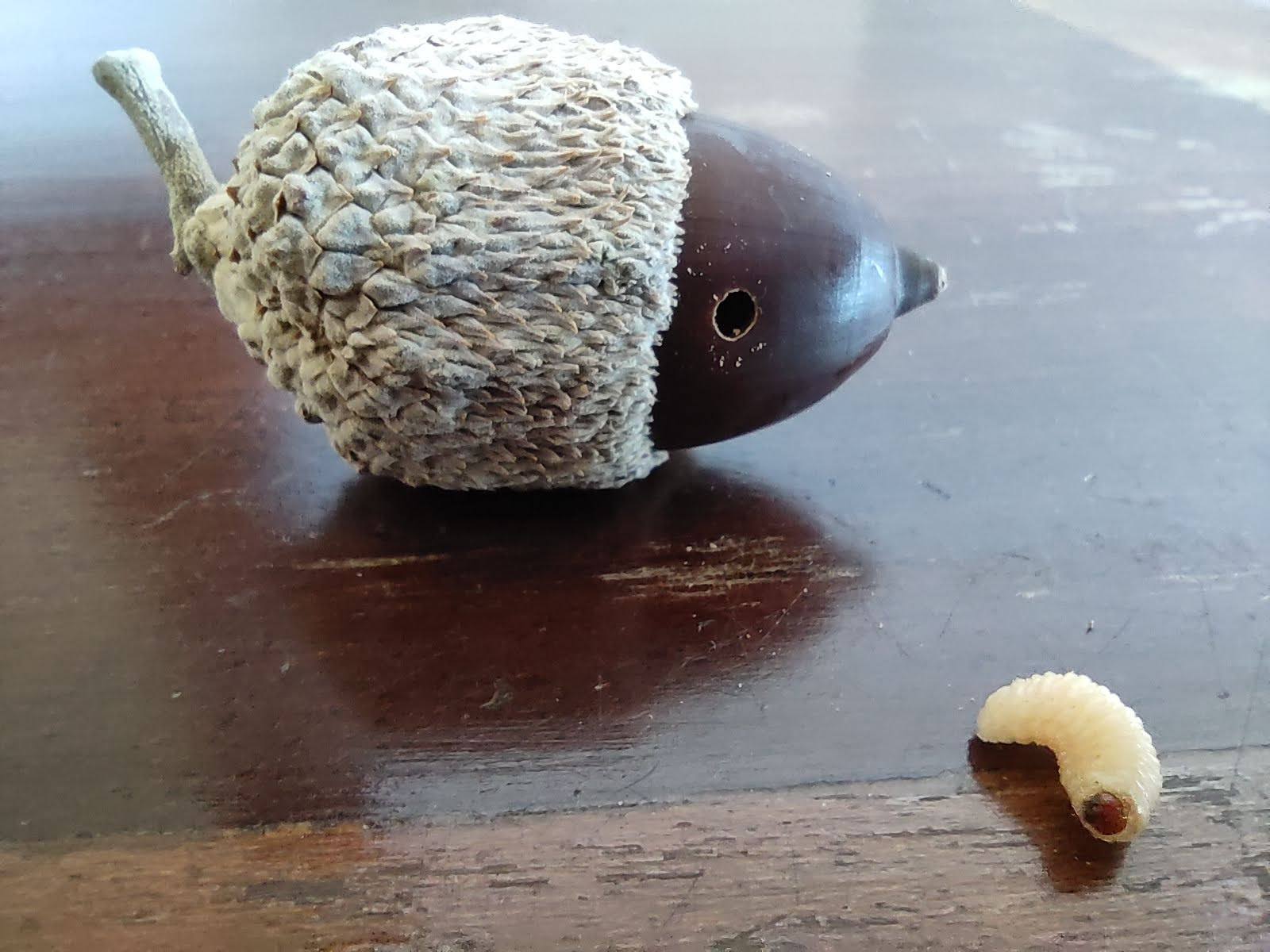
Larva de gorgojo después de abandonar la bellota

Hay más de 350 especies descritas.

## Algunas especies
- Curculio aurivestis Chittenden, 1927
- Curculio caryae (Horn, 1873) (gorgojo del pecán)
- Curculio caryatrypes (Boheman, 1843)
- Curculio coccineae (Patton, 1897)
- Curculio confusor (Hamilton, 1893)
- Curculio fulvus Chittenden, 1927
- Curculio humeralis (Casey, 1897)
- Curculio iowensis (Casey, 1910)
- Curculio longidens Chittenden, 1927
- Curculio longinasus Chittenden, 1927
- Curculio macrodon Chittenden, 1927
- Curculio monticola (Casey, 1897)
- Curculio nanulus (Casey, 1897)
- Curculio nasicus (Say, 1831)
- Curculio neocorylus Harrington, 1881
- Curculio nucum Linnaeus, 1758 (gorgojo de la nuez)
- Curculio obtusus (Blanchard, 1884)
- Curculio occidentis Casey, T.L., 1897
- Curculio orthorhynchus (Chittenden, 1908)
- Curculio pardalis (Chittenden, 1908)
- Curculio pardus Chittenden, 1927
- Curculio proboscideus Fabricius, 1775
- Curculio quercugriseae (Chittenden, 1908)
- Curculio rubidus Gyllenhal, L. in Schönherr, CJ., 1836
- Curculio rubipililineus Gibson, 1969
- Curculio sayi (Gyllenhal, 1836) (gorgojo chico del castaño)
- Curculio strictus (Casey, 1897)
- Curculio sulcatulus (Casey, 1897)
- Curculio timidus (Casey, 1910)
- Curculio uniformis (LeConte, 1857)
- Curculio victoriensis (Chittenden, 1904)
- Curculio wenzeli Chittenden, 1927